# Viréo aux yeux rouges
Vireo olivaceus
Espèce
Synonymes
- Vireo viridescens

Statut de conservation UICN

 LC  : Préoccupation mineure
Répartition géographique
- Aire de nidification
- Voie migratoire
- Aire d'hivernage

Le Viréo aux yeux rouges (Vireo olivaceus) est une espèce de passereaux nord-américaine appartenant à la famille des Vireonidae. Il s'agit d'un des oiseaux chanteurs les plus communs de l'est de l'Amérique du Nord.

## Dénomination
Son nom est directement tiré du latin vireo qui désignait un petit oiseau vert migrateur ; celui-ci n'est pas identifié avec précision mais pourrait se référer à la femelle Loriot d'Europe ou au Verdier d'Europe. L'épithète olivaceus se réfère à son dos vert olive.
Il est parfois désigné comme Viréo à œil rouge.

## Description
Le viréo aux yeux rouges mesure de 12 à 13 cm pour un poids entre 12 et 26 g, ce qui est plutôt grand pour un viréo. Il possède un dos vert olivâtre et le ventre blanc-jaune pâle ; sa couronne grise (ou bleu-grise) est assez marquée. Il a un sourcil blanchâtre assez visible ainsi qu'une ligne noire au niveau de l'œil. Comme son nom le suggère, son iris est rouge, plus ou moins brillant selon les individus.
Les juvéniles peuvent être reconnus à la couleur de leur iris qui est brun ; le mâle et la femelle ne présentent en revanche pas de différence si ce n'est que les mâles sont légèrement plus gros.

### Vocalisations
Son chant est composé de courtes phrases, avec un vocabulaire d'en moyenne une quarantaine de phrases différentes généralement combinées par groupe de 2 ou 3. Il tend à varier sa chanson, bien qu'il utilise certaines phrases plus souvent que d'autres. Chaque phrase est constituée de plusieurs parties variant fortement en hauteur ; les phrases sont séparées par des pauses d'une fraction de seconde. Les jeunes viréos ont tendance à utiliser un plus grand nombre de phrases différentes, se spécialisant par la suite ; il essaie généralement de ne pas reproduire le chant de ses voisins.

## Répartition et habitat

### Répartition
Le viréo aux yeux rouges occupe une large partie de l'Amérique du Nord à l'est des Rocheuses durant l'été, s'étendant à l'ouest jusque dans le Yukon et le nord de l'Oregon, descendant jusqu'au Texas et occupant toute la moitié sud du Canada au nord.
Durant l'hiver, on peut le trouver dans le nord-est de l'Amérique du Sud (dans le bassin de l'Amazone), incluant la Colombie, l'Équateur, le Pérou et l'ouest du Brésil.

### Migration
Il quitte son habitat d'été entre août et début octobre, les individus vivant le plus au nord débutant leur migration les premiers ; il repart de ses quartiers d'hiver à partir de mars, attendant parfois jusqu'à la mi-mai. Lors de sa migration, il suit principalement la côte atlantique de l'Amérique centrale ; les individus les plus à l'ouest se dirigent d'abord vers l'est avant de prendre la direction du sud. L'essentiel de sa migration est effectué de nuit.

### Habitat
Le viréo aux yeux rouges réside dans les forêts, principalement de feuillus mais pouvant inclure des conifères ; il occupe un habitat similaire durant l'hiver bien que moins regardant sur la composition de la forêt. Il semble notamment particulièrement apprécier le Chêne rouge d'Amérique et l'Érable rouge dans l'est de son aire de répartition.

## Écologie et comportement

### Alimentation
Le viréo aux yeux rouges est essentiellement insectivore ; il se nourrit majoritairement de chenilles, agrémentées d'une diversité d'insectes adultes. Il peut également se nourrir de petits fruits, notamment vers la fin de l'été et durant l'hiver. Le mâle et la femelle occupent des étages différents de la forêt, la femelle ayant tendance à se nourrir à plus basse hauteur que le mâle. Les insectes sont majoritairement capturés sur le feuillage, que ce soit en vol ou perché sur une branche ; durant l'été, le viréo diversifie légèrement ses méthodes de chasse.
Il entre parfois en conflit avec le Viréo de Philadelphie pour se nourrir ; durant la majeure partie de la saison de reproduction, ce dernier occupe essentiellement les étages supérieurs de la forêt, mais descend sur le territoire du viréo aux yeux rouges vers la fin de la période.

### Reproduction
La femelle viréo aux yeux rouges construit seule un nid en bol, bien que le mâle puisse l'aider à collecter les brindilles, herbes et écorce nécessaires à la construction. Le nid est placé en moyenne entre 2,5 et 4,3 m mais peut couvrir une large gamme de hauteurs ; il est suspendu entre deux branches. La femelle y pond entre 1 et 5 œufs (avec jusqu'à 2 couvées par an), qu'elle pond seule pendant 11 à 15 jours. Les deux parents participent à nourrir les juvéniles, qui quittent le nid après 10 à 12 jours.
Il est susceptible de s'hybrider avec d'autres espèces de viréos comme le Viréo de Philadelphie, ou le Viréo mélodieux, bien que ce deuxième cas ait été peu observé malgré la large superposition de leurs aires de répartition.

### Prédation et parasitisme
Le viréo aux yeux rouges est l'une des victimes préférées du parasitisme de couvée du Vacher à tête brune ; bien qu'il soit agressif envers celui-ci, il tolère généralement la présence de ses œufs. Le Vacher bronzé est également susceptible de le parasiter.

## Systématique
Le viréo aux yeux rouges a été décrit pour la première fois par Carl von Linné en 1766 sous le nom Muscicapa olivaceus. En 1808, Louis-Pierre Vieillot le décrit sous le nom de Viréon verdâtre (Vireo virescens), introduisant par la même occasion le genre Vireo.
Il est aujourd'hui considéré comme une espèce monotypique. Son statut a cependant longtemps fait débat, et il était considéré comme conspécifique avec le Viréo chivi jusqu'en 2018 ; jusqu'alors, sa séparation en deux groupes (le Viréo chivi vivant majoritairement en Amérique du Sud) était connue mais le statut d'espèce était peu clair. Une étude phylogénétique parue en 2017 a pu mettre en évidence la séparation génétique entre les deux groupes, conduisant le NACC à entériner la séparation en deux espèces, rapidement suivi des principales autorités ornithologiques.

## Le viréo aux yeux rouges et l'humain

### Conservation
Le viréo aux yeux rouges est considéré comme une "préoccupation mineure" par l'UICN ; en effet, sa très large population (estimée à 180 millions d'individus avant la séparation de Vireo chivi) est en croissance depuis plusieurs générations.